# Mattesgubbar
Att gå Mattesgubbe är ett utklädningsupptåg som historiskt företogs i delar av Norrland under Mattiasdagen, eller Matsmäss, den 24 februari. Det var en halv helgdag fram till 1772 och människor klädde ut sig till något anskrämligt där de sjöng, delade ut kort eller uppträdde när de besökte traktens gårdar. En  bok har författats på ämnet där företeelsen jämförs med Fettisdagsgubbar i Alfta, titeln där antyder att Mattesgubbar var särskilt vanligt förekommande i Ovanåker. Traditionen lever delvis kvar i Edsbyn.